# BPI Awards 1982
Die BPI Awards 1982 wurden am 4. Februar 1982 im Grosvenor House Hotel, London verliehen. Moderator war David Jacobs. Die zweite Ausgabe des Awards nach der Erstausgabe 1977 war der Auftakt zu einer jährlichen Preisverleihung.
Die meisten Nominierungen erhielt Adam and the Ants.

## Nominierte und Gewinner
| British Album of the Year                                                                                | British Producer of the Year                                         |
| --- | -------------------------------------------------------------------- |
| - Adam and the Ants – Kings of the Wild Frontier - The Human League – Dare - Queen – Greatest Hits       | - Martin Rushent - Chris Neill - Stuart Colman                       |
| British Single of the Year                                                                               | Classical Recording                                                  |
| - Soft Cell – Tainted Love - Adam and the Ants – Prince Charming - Adam and the Ants – Stand and Deliver | - Simon Rattle - James Levine - Vernon Handley                       |
| British Male Solo Artist                                                                                 | British Female Solo Artist                                           |
| - Cliff Richard - Elvis Costello - Shakin’ Stevens                                                       | - Randy Crawford - Sheena Easton - Toyah Willcox                     |
| British Group                                                                                            | British Breakthrough Act                                             |
| - The Police - Adam and the Ants - Madness                                                               | - The Human League - Depeche Mode - Linx - Soft Cell - Toyah Willcox |
| Outstanding Contribution to Music                                                                        |                                                                      |
| - John Lennon - Cliff Richard - The Police                                                               |                                                                      |